# Псковская судная грамота
Пско́вская су́дная гра́мота (ПСГ) — нормативно-правовой акт, регламентирующий, в бо́льшей степени, гражданско-правовые отношения. Памятник русского права XV века.
Псковская судная грамота полностью сохранилась в составе так называемого Воронцовского сборника XVI или начала XVII века, который был опубликован в 1847 году профессором Ришельевского лицея в Одессе Н. Н. Мурзакевичем. Псковская Судная грамота состояла из 120 статей, 108 из которых были приняты в 1397 году, остальные же были приняты позже по решению вече. Псковская судная грамота издана на вече в лето 1397 году по благословению попов всех 5 соборов. Псковский кодекс составлялся не один раз: первоначальная его редакция должна быть отнесена к 1397 году. Во второй половине XV века она была дополнена на новом вече без уничтожения её предыдущей части, тогда и заглавие её было дополнено указанием на Константинову грамоту и на пятый собор. В конце XV века грамота была дополнена в третий раз.

## История создания и принятия

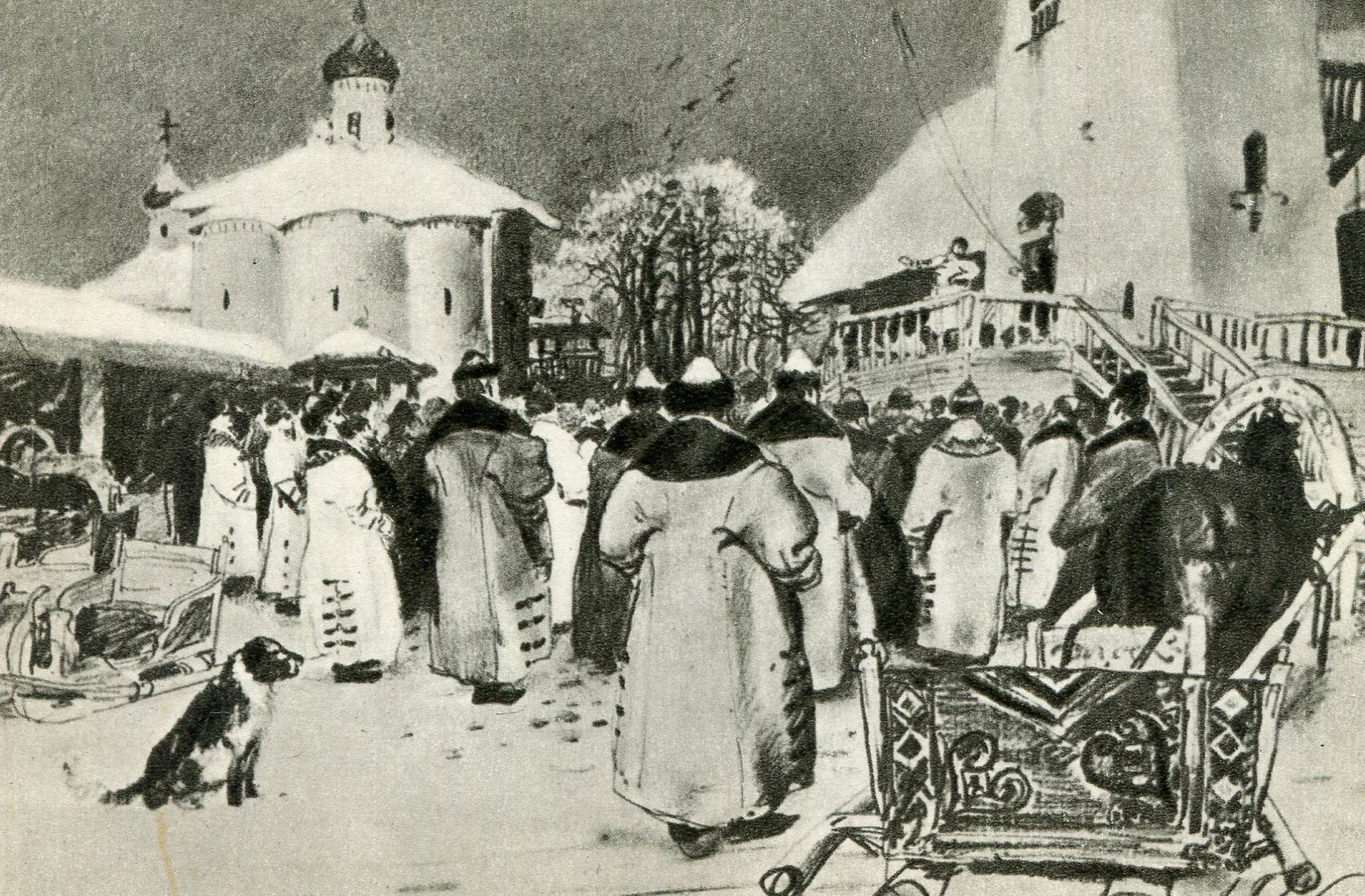
Новгородское вече. Работа А.Рябушкина (XIX-XX века)

ПСГ состояла из двух частей: грамоты великого князя тверского Александра Михайловича (1326—1327, 1338—1339) и грамоты князя Константина Дмитриевича, княжившего в Пскове в 1407—1414 годы. С добавлениями, сделанными позже, ПСГ была утверждена на вече в 1467 году.
Она должна была определять судебные права князя, посадника, новгородского наместника, владыки, княжих и вечевых чиновников, судопроизводство, трактовку уголовных преступлений, имущественных прав и их нарушений, различного рода обязательств и права наследства.

## Особенности
ПСГ подробно регламентировала гражданско-правовые отношения. Это было вызвано тем, что жители северо-западной Руси принимали активное участие в торгово-промышленной деятельности, в том числе и в международной торговле.
В ПСГ есть преамбула: «Ся грамота выписана из великаго князя Александровы грамоты и из княж Костянтиновы грамоты и изо всех приписков псковъских пошлин по благословению отец своих попов всех 5 съборов, и священноиноков, и дияконов, и священников и всего Божиа священьства всем Псковом на вечи, в лето 6905-е.»
ПСГ тщательно регламентирует права и обязанности князя и других должностных лиц.

## Содержание

### Гражданское право
- Вещное право предусматривало деление вещей на недвижимые — «отчина» и движимые — «живот». Кроме того, разделялось наследственное землевладение — «вотчина» и условное — «кормля». Были определены и способы возникновения права собственности: переход по договору, по наследству, по давности, приплод и находка.
- Обязательственное право регламентировало договоры: купли-продажи, дарения, залога, займа, мены, поклажи, найма помещений, личного найма (подробно регламентировано положение наёмного работника).

Форма договора могла быть устной и письменной. Его оформление осуществлялось в присутствии свидетелей и священника.
Важную роль играло установление срока исполнения договора.
Долговые обязательства ложились не на личность должника, а на его имущество. Таким образом, должник не расплачивался по долгам собственной свободой.
- ПСГ знает два вида наследования: по закону («отморщина») и по завещанию («приказное»). Предусматривались и случаи, когда имущество поступало не в собственность наследника, а в его пожизненное пользование, и он не мог его отчуждать.

### Уголовное право
ПСГ вводит в понятие «преступление» не только причинение ущерба лицу, но и государству.
- Система преступлений выглядела так:
  1. Против порядка управления: взятка («посул») судье, вторжение в судебное помещение, насилие в отношении судьи.
  2. Против личности: убийство («головщина»), побои, оскорбление действием. Наиболее тяжкими считались — братоубийство и убийство родителей.
  3. Имущественные преступления: кража («татьба»), кража церковного имущества, поджог, конокрадство, грабёж, разбой. Наказание за кражу дифференцируется в зависимости от размеров похищенного, способа совершения и повторности. Наиболее тяжкими преступлениями против собственности считались поджог и конокрадство. За них присуждалась смертная казнь.
- Наказание и его цель.

Система наказаний:
1. Смертная казнь (ст 7-8).
2. Денежные штрафы — за большинство преступлений по ПСГ.

Телесные наказания, применявшиеся на практике, законодательно предусмотрены не были.
Наказание, в основном, несло компенсационный, а не карательный характер.

### Судопроизводство
Процесс в целом носил состязательный характер, то есть строился на началах процессуального равенства сторон и разделения функций между обвинителем, защитой и судом. При этом обвинитель нёс «бремя доказывания» виновности обвиняемого, а суд выступал как арбитр между сторонами.
Однако по сравнению с Русской Правдой, роль суда усилилась.
Вызов в суд происходил по повестке («позовнице»). Среди судебных доказательств отмечаются и письменные доказательства. Возник институт судебного представительства, которым могли воспользоваться только женщины, глухие, подростки, монахи и престарелые люди.
Вместе с тем сохраняется и такая архаическая форма доказывания своих прав, как судебный поединок (поле): вооружённое единоборство сторон или их представителей перед судом.

## Значение
Прежде всего, Псковская Судная Грамота обстоятельно регламентировала социально-экономическую жизнь общества, предоставляя возможность цивилизованного ведения хозяйства.
ПСГ была «шагом вперёд» по сравнению с Русской Правдой и стояла гораздо ближе к западноевропейскому законодательству (Римское право).